# Pasqual Godes i Terrats
Pasqual Godes i Terrats (Barcelona, 13 de desembre de 1898 – Barcelona, 19 d'agost de 1944) va ser director d'orquestra i compositor.

## Biografia
Pasqual Pere Godes i Terrats fou fill de Pau Godes i Cavalleria, de Barcelona, i d'Anna Tarrats i Bertran, d'Igualada. Va iniciar els seus estudis musicals ja de ben petit, a l'escolania de l'església del Pi de Barcelona i a la de Montserrat, i els continuà amb el músic i compositor Enric Morera. Va ser professor de fagot i piano a l'Escola Municipal de Música de Barcelona, antecessor de l'actual Conservatori Superior Municipal de Música. També es va guanyar la vida com a pianista acompanyant pel·lícules de cine mut, en el cinema Bohemia de Barcelona. Va fer de director d'orquestres de teatre musical i, a mitjans dels anys 30, intervingué en moltes gravacions de discos de pedra de la Casa Odeón acompanyant els cantants (Marcos Redondo, Conchita Piquer, Conxita Supervia i altres) amb formacions com la Banda Odeón, l'Orquesta Crazy Boys, l'Orquesta Pascual Godes o el Sexteto de Hot.
Compongué música de revista per a cantants com Maria Conesa, Teresita Pons, Laura Pinillos, i sarsuela, amb èxits com Amor y melodía, La ventera de Ansó, coescrita amb Rafael Martínez Valls i La taquillera del cinema amb lletra de Gastó A. Màntua (Gastó Alonso i Manaut) i música de Pasqual Godes i del Mestre Demon (Llorenç Torres Nin). Com a compositor de cinema, intervingué entre 1935 i 1944 en diverses pel·lícules, tant com a compositor únic d'un film o amb cançons soltes en pel·lícules amb música d'altri.

## Filmografia
- Abajo los hombres (1935), de Josep Maria Castellví, direcció musical de Valentín R. González, amb músiques d'Antoni Matas, Martín Lizcano de la Rosa, Pasqual Godes i altres[5]
- Incertidumbre (1935), de Joan Parellada i Isidre Socias, música de Pasqual Godes i Antoni Matas
- La Farándula (1936), d'Antoni Momplet, amb música de Josep Forns, però amb números musicals de Pasqual Godes, Pablo Luna, Francisco Alonso i Rafael Martínez Valls
- Nosotros somos así (1936), de Valentín Rodríguez González, direcció musical de Jaume Mestres, inclou la cançó ¡Soy de Jauja!, de Pasqual Godes amb lletra de Belisario (=Valentín R. González)
- Usted tiene ojos de mujer fatal (1936), de Joan Parellada, música de Pasqual Godes i Julio Murillo
- La linda Beatriz (1939), de Josep Maria Castellví
- Julieta y Romeo (1940), de Josep Maria Castellví, música de Pasqual Godes i Ramon Ferrés
- La doncella de la duquesa (1941), de Gonçal Delgràs
- La madre guapa (1941), de Fèlix de Pomés
- Pilar Guerra (1941), de Fèlix de Pomés
- La doncella de la duquesa (1941), de Gonçal Delgràs
- El sobre lacrado (1941), de Francesc Gargallo

## Obres
- Dame el remo, barquillera (1940), vals de Demon (Llorenç Torres i Nin) i Pasqual Godes
- Doña Pancha (1940), schotisch
- Filigrana: vals de flautines (1940), de Demon i Pasqual Godes
- Malagueña: pasodoble (1930)
- La ventera de Ansó. Intermedio (1929), coescrita amb Rafael Martínez Valls, arranjada per a quintet de corda i piano
- Yo quise a una colombiana

### Cançons
Amb lletra d'Enrique Nieto de Molina La Indiana (1927), Lenguaje del fox (1919), Más que guapa, ¡fea...fea...! (1919), Mi enemigo (1925), La pebeta: tango-milonga (1925), Trova galante (1927), Violett: fox-trot (1919), coescrita amb Joan Costa, Ya no la quiero, tango (1925)

- A la mujer española (1932), pas-doble coescrit amb Felipe Ferrer de Oraá
- Bésame: habanera
- Cançó de l'estrella, amb lletra de Jacint Verdaguer, per a veu i piano
- Cuento de Navidad (1951) nadala amb lletra de Fidel Prado
- Es una dama de honor (1941), fox-trot de Pascual Godes i Demon
- Esta noche en un portal (1951), nadala amb lletra de Fidel Prado
- Humorismos pascuales (1930), nadala amb lletra de Roquete
- Mickey músico (1933), fox-trot amb lletra de Manuel Salina
- Porque me besó (1932), amb lletra de G.Alcázar (Gerard Coll i Jarque)
- Si supieras, estudiante (1941), fox amb música de Pascual Godes i Demon, lletra de J.de Ávila (Julio Cabello Esparza)
- Vaya cuento!: chotis (1930), lletra de Brauli Solsona
- Villancicos cómicos (1930), lletra de Roquete

També va posar lletra a la cançó Después de la campaña (ca. 1920), de Joan Viladomat i Massanas

### Música per a l'escena
- Amor y melodía, sarsuela en dos actes amb música dels mestres Demón i Pasqual Godes, lletra de J.de Ávila
- La Gloriosa (1934)
- L'Hereu Riera
- Mate al Diablo
- La taquillera del cinema: sainete en dos actos (1931), música del mestre Demon i Pascual Godes, lletra de Gastó A. Màntua
- El 13.000, amb més de mil representacions al teatre Victòria de Barcelona
- La ventera de Ansó (ca. 1929), coescrita amb Rafael Martínez Valls

### Sardanes
- Anant i venint pel bosc
- Dolços murmuris
- El que et diria (<1931)
- Enjogassada
- La Font del Gat
- El gegant enamorat
- Jesús
- Matí de festa
- Modesta
- Tertúlia d'amics